# Шумілінський район
Шумілінський район (біл. Шумілінскі раён) — адміністративна одиниця в центрі Вітебської області.
Адміністративний центр — селище міського типу Шуміліно.

## Географія
Територія 1700 км². Основні річки — Західна Двіна і її притока Оболь.

## Історія
Утворений 17 липня 1924 року як Сиротинський район. В 1961 році перейменований на Шумілінський.

## Демографія
Населення району — 23,2 тис. чоловік, у тому числі 7,5 тис. чоловік у Шуміліно, 3,1 тис. — у селищі Оболь.

## Економіка
Корисні копалини району — торф, цегляна глина, гравій, будівельний пісок.

## Транспорт
Районом проходить залізниця «Вітебськ-Полоцьк-Даугавпілс» (Р20).
Територією району проходять республіканські автотраси:
- «Вітебськ-Полоцьк-кордон Латвійської Республіки (Грігоровщина)» (P20),
- «Мінськ-Улла-Вітебськ».

Автодорогами район з'єднаний з такими містами, як Вітебськ, Полоцьк, Городок, Бешенковичі, Улла.

## Відомі особистості
У районі народився:
- Маслаков Анатолій Васильович — білоруський компартійний і державний діяч.

## Визначні пам'ятки
Село Сахоненки